# Jalen Suggs
Jalen Rashon Suggs (Saint Paul, Minesota, 3 de junio de 2001) es un jugador de baloncesto estadounidense que pertenece a la plantilla de los Orlando Magic de la NBA. Con 1,96 metros de estatura, juega en la posición de base o escolta.

## Trayectoria deportiva

### Universidad
Jugó una temporada con los Bulldogs de la Universidad Gonzaga, en la que promedió 14,4 puntos, 5,3 rebotes, 4,5 asistencias y 1,9 robos de balón por partido. En las semifinales de la Final Four del Torneo de la NCAA de 2021 que les enfrentaban a UCLA, anotó sobre la bocina de la prórroga un triple a tablero desde nueve metros que les dio a los Bulldogs el pase a la final.
Fue incluido en el mejor quinteto de la West Coast Conference, además de ser elegido debutante del año de la conferencia. Fue además incluido en el segundo quinteto All-American. El 19 de abril de 2021, Suggs se declaró elegible para el draft de la NBA, renunciando a su elegibilidad universitaria restante.

#### Estadísticas
| Año     | Equipo  | PJ | PT | MPP  | %TC  | %3P  | %TL  | RPP | APP | ROB | TPP | PPP  |
| ------- | ------- | -- | -- | ---- | ---- | ---- | ---- | --- | --- | --- | --- | ---- |
| 2020–21 | Gonzaga | 30 | 30 | 28.9 | .503 | .337 | .761 | 5.3 | 4.5 | 1.9 | .3  | 14.4 |

### Profesional
Fue elegido en la quinta posición del Draft de la NBA de 2021 por los Orlando Magic. El 20 de octubre hizo su debut en la NBA, anotando 10 puntos en una derrota por 123-97 ante los San Antonio Spurs. El 29 de noviembre se fracturó el pulgar derecho en una derrota por 101-96 ante los Philadelphia 76ers, terminando el partido con 17 puntos antes de ser retirado debido a la lesión. Se perdió veinte partidos por la lesión. Tras finalizar la temporada 2021-22, se sometió a una cirugía de tobillo derecho.
El 18 de noviembre de 2022, contra los Chicago Bulls, anotó el triple ganador en una victoria por 108-107 para los Magic. El 4 de febrero de 2023, la NBA lo suspendió por un partido por su papel en un altercado durante un encuentro contra los Minnesota Timberwolves el día anterior.
El 5 de enero de 2024 registró un récord personal de 27 puntos en una victoria por 122-120 sobre los Denver Nuggets. Al final de la temporada fue incluido en el segundo mejor quinteto defensivo de la NBA, convirtiéndose en el tercer jugador en la historia de la franquicia en recibir los honores, y el primero desde Dwight Howard en la 2011-12.
El 21 de octubre de 2024, acordó una extensión de su contrato con Orlando de 150,5 millones de dólares por cinco temporadas.

## Estadísticas de su carrera en la NBA

### Temporada regular
| Año     | Equipo  | PJ  | PT  | MPP  | %TC  | %3P  | %TL  | RPP | APP | ROB | TPP | PPP  |
| ------- | ------- | --- | --- | ---- | ---- | ---- | ---- | --- | --- | --- | --- | ---- |
| 2021-22 | Orlando | 48  | 45  | 27.2 | .361 | .214 | .773 | 3.6 | 4.4 | 1.2 | .4  | 11.8 |
| 2022-23 | Orlando | 53  | 19  | 23.5 | .419 | .327 | .723 | 3.0 | 2.9 | 1.3 | .5  | 9.9  |
| 2023-24 | Orlando | 75  | 75  | 27.0 | .471 | .397 | .756 | 3.1 | 2.7 | 1.4 | .6  | 12.6 |
| 2024-25 | Orlando | 35  | 35  | 28.6 | .410 | .314 | .882 | 4.0 | 3.7 | 1.5 | .9  | 16.2 |
| Total   | Total   | 211 | 174 | 26.4 | .419 | .329 | .779 | 3.3 | 3.3 | 1.3 | .6  | 12.3 |

### Playoffs
| Año   | Equipo  | PJ | PT | MPP  | %TC  | %3P  | %TL  | RPP | APP | ROB | TPP | PPP  |
| ----- | ------- | -- | -- | ---- | ---- | ---- | ---- | --- | --- | --- | --- | ---- |
| 2024  | Orlando | 7  | 7  | 33.2 | .402 | .292 | .767 | 5.1 | 3.3 | 1.3 | .4  | 14.7 |
| Total | Total   | 7  | 7  | 33.2 | .402 | .292 | .767 | 5.1 | 3.3 | 1.3 | .4  | 14.7 |